# Ferenc Rudas
Ferenc Rudas, geboren als Ferenc Ruck, (* 6. Juli 1921 in Budapest; † 11. Februar 2016) war ein ungarischer Fußballspieler und [[Fußballtrainer<-trainer]].

## Sportlicher Werdegang
Rudas verbrachte seine gesamte Spielerkarriere bei Ferencváros Budapest, zwischen seinem Debüt 1938 und dem Karriereende 1954 bestritt er 276 Meisterschaftsspiele in der Nemzeti Bajnokság. Dabei erzielte der Mittelfeldspieler 25 Tore. 1940, 1941 und 1949 gewann er mit der Mannschaft den nationalen Meistertitel, 1942, 1943 und 1944 den Landespokal. Im Mitropapokal 1939 erreichte er mit dem Klub die letztlich gegen den von Béla Guttmann betreuten nationalen Konkurrenten Újpest FC verlorenen Finalspiele, dabei gehörte er jedoch nicht zu den von Trainer György Hlavay eingesetzten Spielern. 1944 wurde er als ungarischer Fußballer des Jahres ausgezeichnet.
Im Juni 1943 debütierte Rudas anlässlich eines 4:2-Auswärtserfolgs bei der bulgarischen Nationalmannschaft in der ungarischen Nationalmannschaft, für die er drei der vier letzten Länderspiele vor dem Abbruch der sportlichen Aktivitäten im Dezember des Jahres aufgrund des Zweiten Weltkriegs bestritt. Beim ersten Länderspiel nach Kriegsende im August 1945 erzielte er beim 2:0-Erfolg über Österreich den 1:0-Führungstreffer. Bis November 1949 bestritt er 23 Partien für die Landesauswahl, dabei erzielte er drei Tore. Er kam 1949 drei Mal im Rahmen des Europapokals der Fußball-Nationalmannschaften 1948 bis 1953 zum Einsatz, zudem bestritt er ein Spiel im Rahmen des Balkan-Cups 1947. Beide Wettbewerbe gewann die ungarische Auswahlmannschaft. Im letztlich vorzeitig abgebrochenen Balkan-Cup 1948 lief er ebenfalls drei Mal auf.
Nach dem Ende seiner aktiven Karriere arbeitete Rudas als Trainer. Zunächst betreute er Vörös Meteor Vendéglátóipari SC, später war er für Láng SK und den Budafoki MTE zuständig. 1976 bis 1979 war er zudem im Disziplinarausschuss des ungarischen Verbandes tätig.